# Parque nacional Gran Muro de Basalto
El parque nacional Gran Muro de Basalto es un parque nacional de Queensland, Australia, a 1124 km al noroeste de Brisbane. Este parque nacional protege 35.200 ha de terreno que contienen la Gran Muralla Basáltica, una formación geológica del flujo Toomba. El volcán Toomba entró en erupción hace aproximadamente 20.000 años, cubrió 670 kilómetros cuadrados y fluyó a lo largo de 120 km. Es una de las erupciones volcánicas más recientes de Queensland. Debido a la naturaleza viscosa de los flujos de lava rocosa, el parque no es accesible al público.
En el parque habitan 249 especies animales. La elevación del terreno es de 498 metros.

## Datos
- Área: 352,00 km²
- Coordenadas: 19°52′52″S 145°43′17″E / -19.88111, 145.72139
- Fecha de Creación: 1987
- Administración: Servicio para la Vida Salvaje de Queensland
- Categoría IUCN: II